# Cairn Hill
Cairn Hill är en kulle i Antarktis. Den ligger i Västantarktis. Argentina, Chile och Storbritannien gör anspråk på området. Toppen på Cairn Hill är 475 meter över havet.
Terrängen runt Cairn Hill är huvudsakligen kuperad, men åt sydväst är den platt. Havet är nära Cairn Hill åt sydväst. Trakten är glest befolkad. Närmaste befolkade plats är Esperanza Base, 11,9 kilometer norr om Cairn Hill. 